# Sten Stenbock
Sten Stenbock, död 1626 i Länghems församling, Västergötland, var en svensk friherre, militär och kammarherre.

## Biografi
Sten Stenbock var son till ståthållaren Erik Gustafsson (Stenbock) och Magdalena Sture. Han följde 1597 med sin fader, då denna lämnade Sverige och trädde i konung Sigismunds tjänst. Stenbock försonades 1603 med hertig Carl och fick 23 december samma år pass för att resa till Danmark efter sin broder Gustaf för att gemensamt med honom bege sig till riksdagen i Norrköping. Gav konung Sigismund pass för att resa till riksdagen 1605 i Stockholm den 7 juni. Han blev 1607 överste i Jesper Mattssons armé vid Pernau och blev 1608 kammarjunkare hos konung Karl IX. Stenbock bar tillsammans med tre andra himmelen över kistan vid Karl IX likprocession i april 1612. Han arbetade före 1 november 1613 hos hertig Johan av Östergötland och fick konfirmation på farbröderna Arvid Gustafsson (Stenbock) och Olof Gustafsson (Stenbock) arvegods inom furstendömet 1 november 1613. Stenbock blev före 21 oktober 1616 kammarherre hos hertig Johan av Östergötland och deltog i drottnings Catharinas begravning 1 april 1622. Han avled 1626 på Torpa i Länghems socken och begravdes 6 januari 1627 i Torpagraven i Länghems kyrka.

### Egendom
Stenbock ägde och var friherre till Öresten och Kronobäck, herre till Torpa i Länghems socken och Kungslena.